# Adam Kurak
Adam Kurak (né le 26 juin 1985 à Ienisseïsk) est un lutteur gréco-romain russe.

## Palmarès

### Championnats du monde
- Médaille de bronze en lutte gréco-romaine dans la catégorie des moins de 71 kg en 2015 à Las Vegas

### Championnats d'Europe
- Médaille d'or en lutte gréco-romaine dans la catégorie des moins de 72 kg en 2018 à Kaspiisk
- Médaille d'or en lutte gréco-romaine dans la catégorie des moins de 66 kg en 2014 à Vantaa
- Médaille d'argent en lutte gréco-romaine dans la catégorie des moins de 66 kg en 2013 à Tbilissi